# متلألئة بيضوية
متلألئة بيضوية (الاسم العلمي:Luzula ovata) هي نوع من النباتات تتبع جنس المتلألئة من الفصيلة الأسلية.